# 26266 Andrewmerrill
26266 Andrewmerrill (tên chỉ định: 1998 RW47) là một tiểu hành tinh vành đai chính. Nó được phát hiện bởi dự án Nghiên cứu tiểu hành tinh gần Trái Đất Lincoln ở Socorro, New Mexico, ngày 14 tháng 9 năm 1998. Nó được đặt theo tên Andrew Merrill, an American educator ở Portland, Oregon.